# Molecules
Molecules ist eine wissenschaftliche Open-Access-Zeitschrift, die seit 1996 erscheint. Sie ist die erste Zeitschrift des Verlags MDPI. Die Zeitschrift erscheint zweimal im Monat. Es werden Artikel aus allen Bereichen der organischen Chemie, der Naturstoffchemie und der medizinischen Chemie veröffentlicht.
Chefherausgeber ist seit 1. September 2023 Thomas J. Schmidt, Universität Münster.